# ورزشگاه تختی ارومیه
ورزشگاه تختی اورمیه یا مجموعه ورزشی تختی اورمیه یک مجموعه ورزشی است که دارای زمین‌های فوتبال تنیس کشتی (ورزش) تکواندو کاراته جودو بسکتبال شطرنج والیبال والیبال ساحلی بوده و در اختیار اداره ورزش و جوانان آذربایجان غربی است.
این ورزشگاه در خیابان کاشانی قرار دارد که در مرکز شهر واقع شده است اما نبود نور افکن تنها مشکل این ورزشگاه است.